# Buğdaylı, Ayrancı
Buğdaylı là một xã thuộc huyện Ayrancı, tỉnh Karaman, Thổ Nhĩ Kỳ. Dân số thời điểm năm 2011 là 87 người.